# Samuel Little
Pour les articles homonymes, voir Little.
Samuel Little est un tueur en série américain né le 7 juin 1940 à Reynolds (Géorgie) et mort le 30 décembre 2020 à Lancaster dans le comté de Los Angeles (Californie).
En 2012, il est accusé du meurtre de trois femmes, commis en Californie entre 1987 et 1989. Reconnu coupable, il est condamné, en 2014, à l'emprisonnement à perpétuité. Après cette condamnation, les autorités californiennes déclarent qu'il aurait pu tuer des personnes dans neuf États, depuis 1970. Il affirme avoir tué pas moins de quatre-vingt-treize personnes tandis que les enquêteurs affirment l'avoir relié à au moins cinquante meurtres. Il serait ainsi le tueur en série le plus meurtrier de l'histoire des États-Unis.

## Biographie

### Jeunesse
Samuel Little naît le 7 juin 1940 à Reynolds aux États-Unis, peut-être durant l'un des séjours de sa mère en prison. Il a prétendu que sa mère était une « dame de la nuit ». Peu après sa naissance, sa famille déménage en Ohio. Il grandit à Lorain et est élevé principalement par sa grand-mère. Il fréquente l'école secondaire de premier cycle de Hawthorne, où il a des problèmes de discipline et de résultats.
En 1956, alors qu'il est encore lycéen, Samuel Little est arrêté pour la première fois et condamné pour violation de domicile avec effraction à Omaha, au Nebraska. Il est détenu dans une institution pour délinquants juvéniles. 
Après l'école secondaire, il ne poursuit pas ses études, passant la majeure partie de son temps libre dans la rue, s'adonnant à des vols mineurs et travaillant occasionnellement comme ouvrier journalier.

### Crimes commis et avoués
Samuel Little est arrêté en 1961 et condamné à trois ans de prison pour cambriolage avec effraction dans un magasin de meubles à Lorain. Libéré en 1964, il quitte l'Ohio et fait la navette entre différents États au cours des années suivantes. Il vit de larcins et de vols.
En 1975, Samuel Little a déjà été arrêté à 26 reprises dans 11 États pour des crimes tels le vol, des voies de fait, des tentatives de viol, des fraudes et des attaques contre des responsables du gouvernement. 
Il passe la majorité de son temps avec des prostituées et des souteneurs. 
En novembre 1982, il est arrêté à Pascagoula, dans le Mississippi, et incarcéré pour le meurtre de Melinda LaPree, une prostituée âgée de 22 ans, disparue depuis septembre de la même année,. 
Un grand jury a refusé d'inculper Samuel Little pour le meurtre de Melinda LaPree. Mais alors qu'il faisait l'objet d'une enquête, Samuel Little est transféré en Floride pour être jugé pour le meurtre de Patricia Mount, 26 ans, dont le corps avait été retrouvé à l'automne 1982. Les témoins de l'accusation ont identifié Samuel Little, au tribunal, comme une personne qui avait passé du temps avec Patricia Mount, la veille de sa disparition.
En raison de la mise en doute des témoignages, Samuel Little est acquitté en janvier 1984 concernant le meurtre de Patricia Mount. Il déménage par la suite en Californie, où il s'installe dans les environs de San Diego.
En octobre 1984, Samuel Little est arrêté pour avoir agressé et battu deux prostituées et condamné à deux ans et demi de prison.
Il est libéré en février 1987 et s'installe rapidement à Los Angeles, où il commet plusieurs meurtres.
Little est arrêté de nombreuses fois, jusqu'en janvier 1997, pour outrage à magistrat, violences et trafic de stupéfiants, lui valant d'être incarcéré jusqu'en 1999.
À partir des années 2000, ses activités criminelles s'estompent fortement. « Seuls » un meurtre, en 2005, et un mandat d'arrêt pour trafic de stupéfiants, en 2009, lui sont connus. Pour ces seconds faits, Little est longuement recherché, celui-ci étant sans-abri.

### Arrestation et incarcération

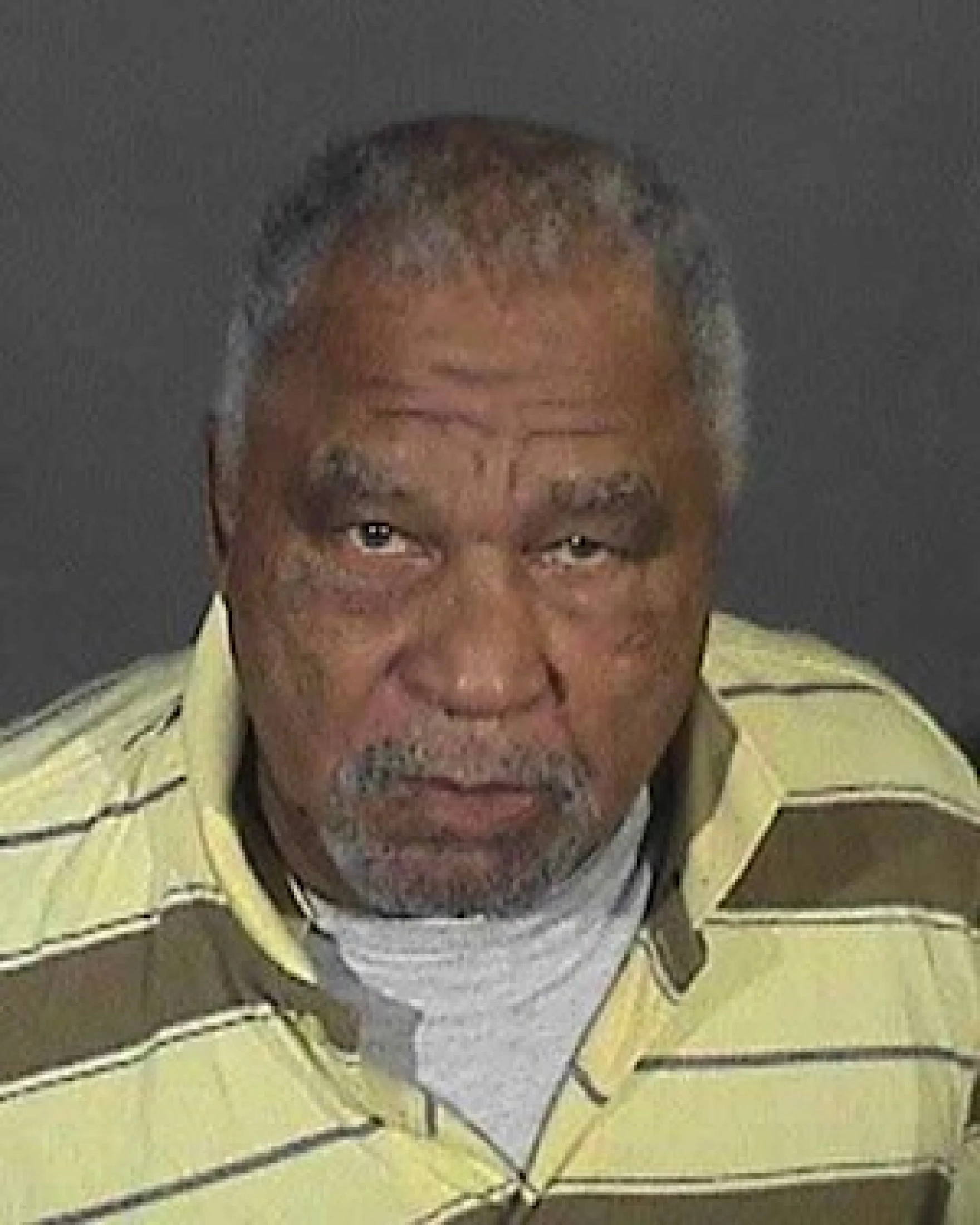
Samuel Little lors de son arrestation, en 2012.

Samuel Little est arrêté le 5 septembre 2012, dans un refuge pour sans-abri à Louisville (Kentucky), pour trafic de stupéfiants. Il est incarcéré à la Prison de Louisville, avant d'être transféré dans un centre pénitentiaire de Los Angeles.
De novembre 2012 à janvier 2013, des tests ADN utilisés par les autorités permettent d'établir l'implication de Little dans les meurtres de Carol Elford, tuée le 13 juillet 1987, Audrey Nelson, tuée le 14 août 1989 et Guadalupe Abodacha, tuée le 3 septembre 1987. Little est inculpé, le 7 janvier 2013, pour le meurtre de trois femmes, tuées et retrouvées plus tard dans les rues de Los Angeles,.
Quelques mois plus tard, la police déclare que Samuel Little fait l'objet d'une enquête pour sa participation à des dizaines de meurtres commis dans les années 1980, qui n'avaient pas été révélés jusque-là. Dans le cadre de ces nouvelles circonstances l'affaire du meurtre de LaPree, pour laquelle il avait été acquitté en 1984, est rouverte dans l'État du Mississippi. Au total, Samuel Little est soupçonné d'avoir participé à 60 meurtres de femmes commis sur le territoire de nombreux États américains.
Le procès de Samuel Little, pour les meurtres d'Audrey Nelson, de Carol Elford  et Guadalupe Abodacha, débute en septembre 2014. L'accusation  présente les résultats des tests d'ADN ainsi que les témoignages de témoins qui ont été attaqués par l'accusé à différents moments de sa carrière criminelle.
Le 25 septembre 2014, Samuel Little est reconnu coupable et condamné à trois peines de prison à perpétuité sans possibilité de libération conditionnelle. Le jour du verdict, Samuel Little continue de clamer son innocence.
En 2016, Samuel Little purge sa peine à la prison d'État de Californie, dans le comté de Los Angeles (en).

### Confessions postérieures
Le 9 novembre 2018, Samuel Little avoue avoir étranglé Melissa Thomas, en 1996. Le 13 novembre 2018, il est accusé du meurtre de Denise Christie Brothers, commis en janvier 1994 à Odessa, au Texas, après avoir avoué le crime à un Texas Ranger, en mai 2018. Le comté d'Ector, le procureur de district du Texas et le bureau du shérif du comté de Wise annoncent également, le 13 novembre 2018, que Samuel Little a avoué des dizaines de meurtres et pourrait en avoir commis plus de 90, dans 14 États différents, entre 1970 et 2005,, toutes les victimes étant des femmes. 
Le 15 novembre 2018, le procureur du comté de Russell, en Alabama, annonce que Samuel Little a avoué un meurtre commis en 1979 sur Brenda Alexander, âgée de 23 ans, dont le corps avait été retrouvé à Phenix City.
Le 16 novembre 2018, les shérifs de Macon, en Géorgie, annoncent que Samuel Little a avoué de façon crédible avoir étranglé, en 1977, une femme non identifiée et le meurtre par étranglement, en 1982, de Fredonia Smith, âgée de 18 ans.
À l'automne 2018, il avoue à la police d'État de la Louisiane le meurtre de Dorothy Richards, âgée de 55 ans, commis en 1982, et celui de Daisy McGuire, âgée de 40 ans, commis en 1996. Les deux corps avaient été retrouvés à Houma, en Louisiane.
Le 19 novembre 2018, le shérif Troy Peterson du comté de Harrison, dans le Mississippi, déclare que Samuel Little a avoué avoir étranglé Julia Critchfield, âgée de 36 ans, dans la région de Gulfport, en 1978, et abandonné son corps près d'une falaise.
Le 20 novembre 2018, les responsables de l'application de la loi du comté de Lee, dans le Mississippi, annoncent que Samuel Little a admis avoir tué Nancy Carol Stevens, âgée de 46 ans, à Tupelo, en 2005, et que l'affaire serait présentée à un grand jury, en janvier 2019.
Le 21 novembre 2018, les autorités du comté de Richland, en Caroline du Sud, annoncent que Samuel Little avait avoué avoir assassiné Evelyn Weston, âgée de 19 ans, dont le corps avait été retrouvé près de la base de Fort Jackson, en 1978.
Samuel Little a également avoué avoir tué Rosie Hill, âgée de 20 ans, dans le comté de Marion, en Floride, en 1982. 
Le 27 novembre 2018, le Federal Bureau of Investigation annonce qu'une équipe du programme d'arrestation pour actes criminels violents a confirmé 34 crimes avoués par Samuel Little et s'efforce de faire correspondre les aveux aux meurtres connus ou suspectés. Samuel Little a commencé à faire des aveux en échange d'un transfert hors de la prison du comté de Los Angeles, dans laquelle il est détenu,. L'un de ses aveux est relatif à un précédent homicide, commis dans le cadre d'une affaire non résolue, dans le comté de Prince George, dans le Maryland, l'une des deux seules affaires d'homicide du comté, ayant fait des victimes non identifiées.
En décembre 2018, Little est inculpé du meurtre de Linda Sue Boards, 23 ans, en mai 1981 dans le comté de Warren. Son corps a été retrouvé le 15 mai 1981, près de la U.S. Route 68. Une autre victime de Little est également identifiée comme étant Martha Cunningham, 34 ans, assassinée le 1er janvier 1975, dans le comté de Knoxville (Tennessee).
Le 13 décembre 2018, Little plaide coupable du meurtre de Denise Christie Brothers, en janvier 1994, et est condamné à une quatrième peine de prison à perpétuité.
En mai 2019, les procureurs du comté de Cuyahoga Heights (Ohio) inculpent Little des meurtres de Mary Jo Peyton, en 1984, et Rose Evans, en août 1991, à Cleveland. Le corps de Rose Evans, 32 ans, a été retrouvé le 24 août 1991 dans un terrain vague de la 39e rue Est. Elle a quitté sa ville natale de Binghamton, à l'âge de 17 ans. Evans avait été étranglée, selon la coroner Elizabeth K. Balraj. Peyton est, quant à elle, restée non identifiée jusqu'en 1992, lorsque Cleveland a mis son empreinte digitale dans une base de données du FBI et a obtenu une correspondance. Little raconte avoir abordé Peyton dans un bar près de la 105e avenue Est et de l'avenue Euclid. Il l'a décrite comme une femme petite et potelée d'une vingtaine d'années avec des cheveux bruns. Little avoue également avoir tué une autre femme non-identifiée à Cleveland, en 1977 ou 1978, retrouvée le 18 mars 1983 à Willoughby Hills. Elle était probablement noire et avait entre 17 et 35 ans. Le corps de la femme avait été jeté sur une pente herbeuse, près d'une clôture dans une zone boisée juste à côté de l'Interstate 271,,.
Le 7 juin 2019, jour de ses 79 ans, Little est inculpé dans le comté de Hamilton, pour le meurtre des deux femmes tuées à Cincinnati. Little avoue avoir tué une femme à Akron, deux à Cincinnati – l’un des corps a été abandonné à l’extérieur de Columbus et une femme qu'il a rencontrée dans cette même ville et dont il s'est débarrassé du corps au Kentucky. Parmi les deux femmes assassinées par Little à Cincinnati, l'une a été identifiée comme étant Anna Stewart, 33 ans, dont le corps a été abandonné à Grove City. Stewart a été vue pour la dernière fois dans la soirée du 6 octobre 1981, alors qu'elle sortait d'un Taxi à l'Hôpital pour voir sa sœur. Son corps a été découvert quelques jours plus tard. En outre de cela, Little avoue avoir tué l'autre femme entre 1980 et 1999. La « Jane Doe », surnom de cette femme non-identifiée, avait entre 15 et 50 ans, selon Little, bien que les détails de son âge et la date de son meurtre ne soient pas clairs. Elle était noire, mince, portait des lunettes et vivait dans le quartier Over-the-Rhine de Cincinnati avec une « grosse femme hispanique ». Little avoue l'avoir laissée à côté d'un panneau publicitaire de cigarettes dans l'Ohio,,.
Lors de ses interrogatoires, Little dessine également les portraits de nombreuses femmes qu'il avoue avoir tuées. Ces portraits sont publiés par le FBI, dans l'espoir que quelqu'un identifie les femmes. L'un d'eux a permis de résoudre une affaire à Akron.
En novembre 2020, Little avoue deux meurtres en Floride, pour l'un desquels un autre homme a été condamné à tort,.

### Mort en détention et identification d'une autre victime
Samuel Little meurt le 30 décembre 2020 de complications cardiovasculaires à Lancaster dans le comté de Los Angeles (Californie), dans un hôpital en dehors de la prison où il était incarcéré.
De son côté, le FBI publie une liste des meurtres non résolus, et une carte de leur localisation, que Samuel Little s'est attribués.
Le 22 avril 2022, une femme tuée par Little à Memphis, dont le corps a été retrouvé du côté Arkansas du Fleuve Mississippi, en 1990, est finalement identifiée comme étant Zena Marie Jones, 30 ans, assassinée le 7 juillet 1990.